# Japetus
Japetus (även kallad Saturnus VIII) eller Iapetus (bägge stavningarna förekommer i svenska texter), är den tredje största av Saturnus månar, uppkallad efter titanen Iapetos i den grekiska mytologin. Japetus har en massa på 1,9739·1021 kg, en diameter på 1 436 km och kretsar i en bana 3 560 820 km från Saturnus.
Den har länge gäckat forskarna på flera sätt. För det första har den två olika halvor med var sin färg, vilket noterades redan av Cassini på 1600-talet. Den ena sidan är täckt av is, som gör ytan skinande vit. På den andra sidan, kallad Cassini Regio, är ytan täckt av kolföreningar, som gör den svart med ett matt sken à la varm asfalt. Den mörka sidan absorberar mycket solljus, som gör Japetus varm.
Nyligen upptäcktes en enorm yttre ring runt Saturnus. Den upptäckten kan också förklara varför Japetus har två färger. Enligt en teori skulle den svarta ytan bestå av ett flera meter tjockt täcke av rymdgrus. Gruset ska ha fallit ner på ytan efter att ha fångats in av månens gravitation.
Den andra anmärkningsvärda detaljen med Japetus är att den har solsystemets näst högsta berg (20 km högt) och dess djupaste sänka (15 km djup). På Japetus finns också flera stora nedslagskratrar; den största med en diameter på ca. 800 km, och därmed bland de största i solsystemet.
Vid passagen av rymdsonden Cassini-Huygens år 2004, upptäcktes att en omkring 1 300 km lång rygg av 12 km höga berg fortsätter fram till Cassini Regios centrum. Ryggen följer nästan perfekt Japetus ekvator. Hur denna ovanliga företeelse bildades, vet man ännu inte, men en teori är att himlakroppen vid bildandet, då stoftet ännu var varmt och plastiskt, roterat så fort att bergskedjan uppstått av rena centrifugalkraften.
Japetus upptäcktes av Cassini 1671 på västra sidan, men när månen förflyttade sig till öster försvann den. 1705 när Cassini fick ett bättre teleskop såg han Japetus även på östra sidan, men mycket ljussvagare. Han kom då med lösningen att Japetus alltid vänder samma sida mot Saturnus och att man när den är på västra sidan av Saturnus ser den vita sidan, men att den när den är på östra sidan vänder den mörka sidan mot oss.